# Youghal
Youghal (en irlandés Eochaill) es un puerto de mar en el Condado de Cork, Irlanda.

## Localización
Youghal está situado en el estuario del río Blackwater, teniendo en el pasado una gran importancia económica y militar. Fue construido al borde de una abrupta rivera que le da una gran vista de las tierras circundantes.

## Etimología
El nombre de la ciudad deriva de los bosques de arbustos tejos (Eochaill), que una vez fueron muy numerosos en los alrededores.